# Capitella perarmatus
Capitella perarmatus är en ringmaskart som först beskrevs av Gravier 1911.  Capitella perarmatus ingår i släktet Capitella och familjen Capitellidae. Inga underarter finns listade i Catalogue of Life.